# Біолланте
Біолланте (яп. ビオランテ, Biorante) або розозавр (лат. Rososaurus) — кайдзю, гібрид Ґодзілли, людини і троянди із фільму «Ґодзілла проти Біолланте». Ця істота генно-інженерний клон Ґодзілли, зрощений з генами троянди та людини. Висота 116 м. На ранній стадії розвитку подібний на велетенську троянду. Коли виростає, з'являється крокодиляча голова і щупальця, на кінцях яких дрібніші голови. Персонаж Біолланте був задуманий як символ сучасних контроверсій щодо генної інженерії.

## Огляд
Біолланте вперше з'являється у фільмі 1989 року "Ґодзілла проти Біолланте".

### Створення
Біолланте вперше був задуманий стоматологом Сінітіро Кобаясі, який був переможцем конкурсу написання сиквела Повернення Ґодзілли. Створюючи персонажа, Кобаясі думав про те, що він буде відчувати, якщо його дочка вмре, і поєднував це з уявним чином, який він мав, коли Ґодзілла був поглинений квіткою. Його уявлення про походження Біолланте не надто відрізнялося від ідей фінального фільму, хоча в його уявленні істота зображалася як яка не має прямого зв'язку з Ґодзіллой, що володіє інтелектом на рівні людини, а також зберігає спогади про Еріку. У чорновому варіанті персонажа вона психічно спілкувалася з репортером через зображення квітів з людськими обличчями, а у останньої істоти Біолланте було жіноче обличчя.